# Parkudden

Parkudden, även benämnd Stora Parkudden, är en villa belägen vid Isbladsviken på Djurgården i Stockholm. Parkudden renoverades av Ferdinand Boberg som sommarbostad för hertigparet av Västergötland prins Carl och prinsessan Ingeborg, som bodde där 1899-1908.

## Villans ägare
Från 1908 hyrdes villan av friherre Carl von Essen och hans maka Ruth, född Wallenberg, statsfru hos kung Gustaf V och drottning Victoria. De efterträddes 1926 av Ruth von Essens brorson Marcus Wallenberg med hustru Dorothy Mackay, vilka lät totalrenovera fastigheten. År 1936 övertogs villan av direktör Herrman Nachmanson i Stockholms Enskilda Bank, vars efterlevande maka Marguerite bodde kvar till 1993.
Villan ägs sedan 1908 av Kungliga Djurgårdsförvaltningen med kunglig dispositionsrätt för Hovet. Huset har en bostadsarea på drygt 600 kvadratmeter och är idag uppdelat i sex lägenheter.
Närmaste grannar till Villa Parkudden är två mindre hus inom ett område, som kallas Lilla Parkudden och har adresserna Prinsessan Ingeborgs väg 8 respektive Prinsessan Märtas väg 5.
Bland tidigare boende i dessa hus märks bland andra Archibald Douglas, Astri Henschen och Carin Thiel med maken Sven Lidman, Herrman och Marguerite Nachmanson.
Parkudden var jämte Villa Beylon i Ulriksdals slottspark en av de villor som övervägdes som bostad för prinsessan Madeleine.

## Arkitektur

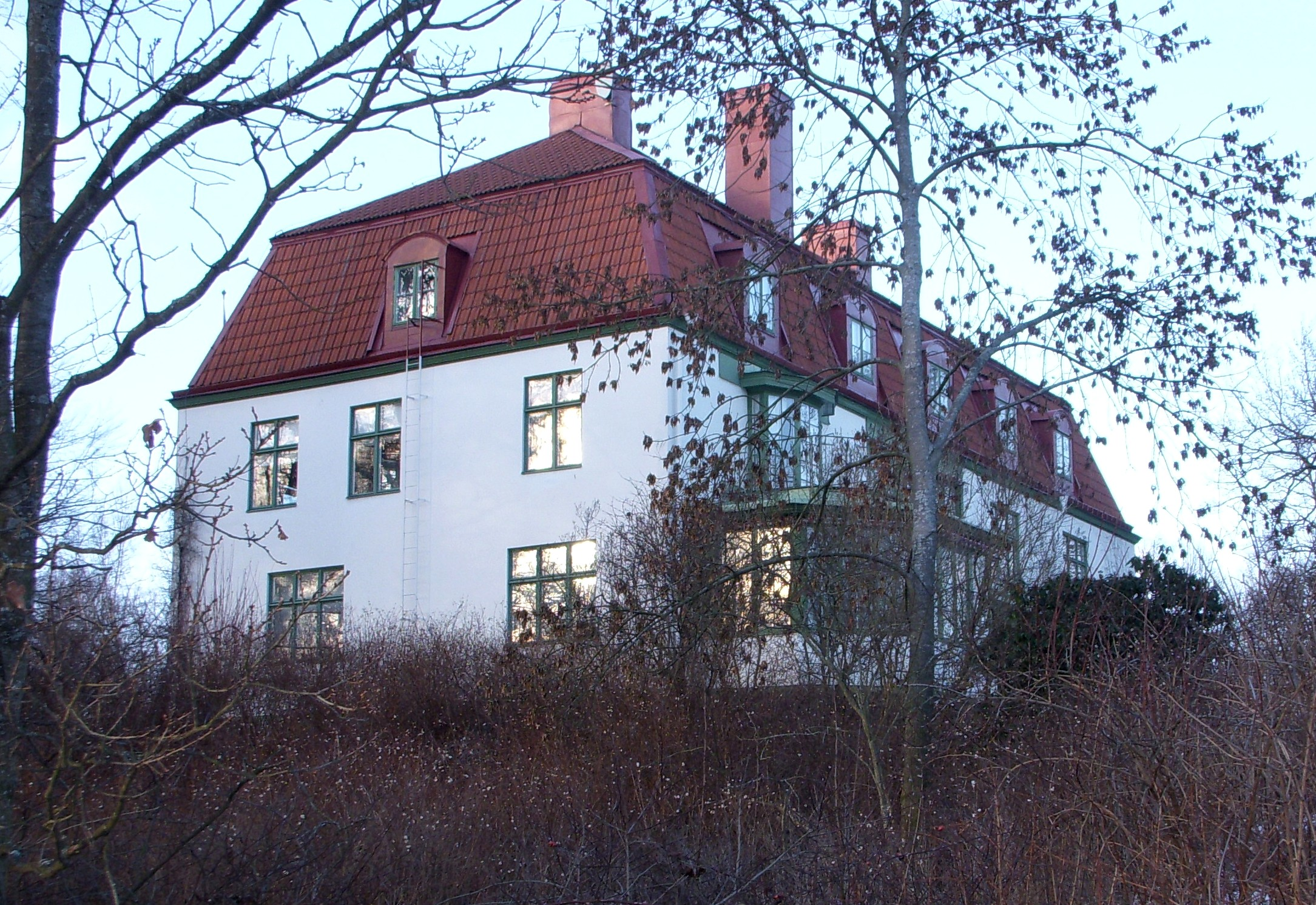
Fasaden mot Lilla Värtan

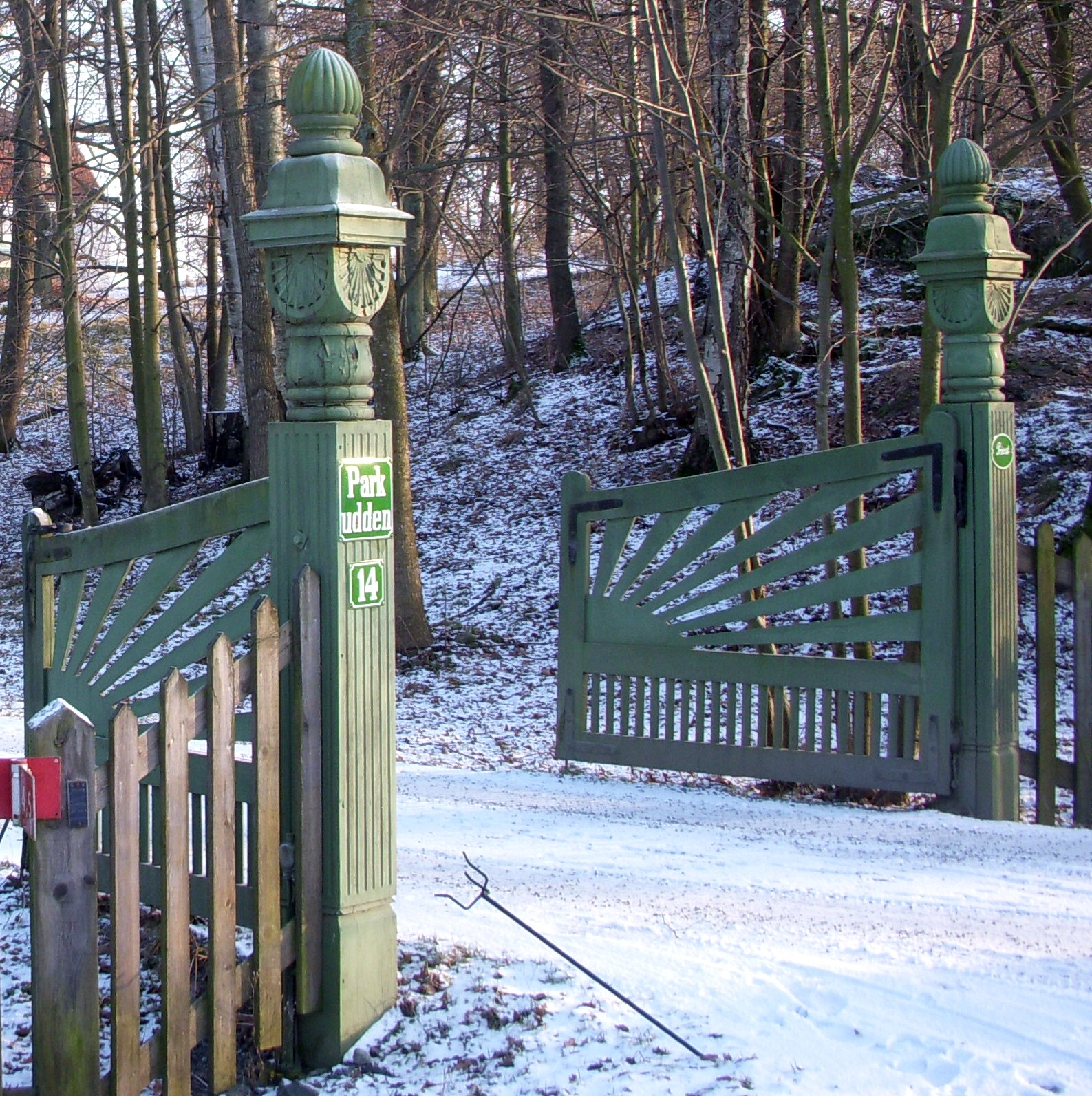
Grindstolparna.

Parkudden var den första av fem privatvillor som Boberg ritade respektive renoverade för den kungliga familjen. De övriga var Waldemarsudde, för prins Eugén (1903),  Fridhem (1906-10) och Byströms villa båda för prins Carl (1905-06) samt Oakhill för prins Wilhelm (1907-11).
Parkudden ligger på en liten kulle långt ut på östra sidan av Södra Djurgården. Där fanns redan sedan tidigare en byggnad med en grandios utsikt över Stockholms inlopp och Lilla Värtan. Bobergs förslag från 1899 nästan dubblerade husets storlek och förändrade utseendet drastiskt.  
Villan byggdes till mot norr (mot Djurgårdsbrunnskanalen) och höjdes med ytterligare en våning som utformades med ett mansardtak. Entrén placerades mot väst och på den östra sidan, med dess vackra utsikt mot vattnet, anordnades en halvrund glasad veranda, som gav byggnaden en karaktär av sommarhus, ett stilelement som Boberg gärna använde. Entrégrinden med dess utsirade stolpar är en annan, för Boberg, typisk detalj.